# Rafał Supiński
Rafał Supiński (ur. 26 marca 1989 w Mońkach) – polski aktor i piosenkarz od 2013 związany z Operą i Filharmonią Podlaską w Białymstoku.

## Życiorys
W latach 2008–2013 studiował kolejno: w Państwowej Wyższej Szkole Teatralnej im. L. Solskiego w Krakowie oraz w Czechach na Janačkova Akademie Muzickych Uměni w Brnie. Ponadto od 2011 do 2012 studiował w Krakowskiej Szkole Jazzu i Muzyki Rozrywkowej. Od 2016 studiuje na Uniwersytecie Muzycznym Fryderyka Chopina w Warszawie na Wydziale Wokalno-Aktorskim. Jest także dwukrotnym stypendystą Małopolskiej Fundacji „Sapere Auso” (za szczególne osiągnięcia artystyczne) oraz stypendystą Fundacji im. Z. i W. Pokusów Wspierania Edukacji Młodzieży Wiejskiej. Od 2013 jest aktorem-śpiewakiem w Operze i Filharmonii Podlaskiej w Białymstoku, a od 2017 również aktorem Teatru Muzycznego „Roma” w Warszawie. Instruktor „Studia Poezji” Powiatowego Domu Kultury w Sokółce.
Karierę rozpoczął w wieku 21 lat. Występuje w musicalach, operach i przedstawieniach dramatycznych, a także koncertach rozrywkowych. Był asystentem reżysera przy takich tytułach, jak Skrzypek na dachu, Czarodziejski flet czy Adonis ma gościa, a także w operze Carmen.

## Role teatralne
- Teatr Rampa w Warszawie:

- 2010-2012: Pińska szlachta (reż. Mikałaj Pinihin) – Grześ (główna postać)
- 2012-2013: Tango Piazzola (reż. Witold Mazurkiewicz, Robert Talarczyk) – Marco (główna postać)
- 2013-2014: Awantura o Basię (reż. Cezary Domagała) – Szot

- Teatr Nowy w Krakowie:

- 2011: The Freszmejkers | Rewind (reż. Rafał Urbacki), spektakl taneczny

- Opera Krakowska w Krakowie:

- 2011-2016: Mały Lord (reż. Janusz Szydłowski) – Dick

- Radio Kraków:

- 2012: Wesele (reż. Andrzej Seweryn) – Wojtek

- Opera i Filharmonia Podlaska w Białymstoku:

- 2012-2014: Korczak (reż. Roberto Skolmowski) – Marek
- 2013-2015: Traviata (reż. Roberto Skolmowski) – nieznajomy
- 2013-2018: Upiór w operze (reż. Wojciech Kępczyński) – Raoul
- 2014-2018: Brzydki Kaczorek (reż. Jakub Szydłowski) – Brzydki Kaczorek (tytułowa postać)
- 2014-2016: Skrzypek na dachu (reż. Roberto Skolmowski) – Motel Kamzoil
- 2015-2017: Adonis ma gościa (reż. Jakub Szydłowski) – Adonis (tytułowa postać)
- 2015-2016: Carmen (reż. Beata Redo-Dobber) – Lilas Pastia
- 2016-2018: Kot w butach (reż. Bernarda Anna Bielenia) – Jaś/Bombasta
- 2016-2017: Zemsta nietoperza (reż. Andrzej Bubień) – dr Blind/adiutant
- 2017-2018: Doktor Żywago (reż. Jakub Szydłowski) – Janko/Gints
- 2018: Sprawa Kapturka Cz. (reż. Justyna Schabowska) – detektyw

- Teatr Dramatyczny im. Aleksandra Węgierki w Białymstoku:

- 2016: Romeo i Julia (reż. Katarzyna Deszcz) – Romeo (tytułowa postać)

- Teatr Muzyczny „Roma” w Warszawie:

- 2017-2018: Piloci (reż. Wojciech Kępczyński) – Jeremi

## Filmografia
- 2017: Na Wspólnej (reż. Robert Wichrowski) – dziennikarz[1][6]